# Tarasy ryżowe w Banaue
Tarasy ryżowe w Banaue – liczące ok. 2000 lat tarasy rolne, utworzone w zboczach górskich Ifugao na Filipinach. Przez Filipińczyków uważane za ósmy cud świata. Tarasy powstały prawdopodobnie wyłącznie dzięki pracy rąk, bez użycia maszyn czy cięższego sprzętu. Znajdują się na wysokości 1500 m n.p.m. i zajmują powierzchnię 10 360 km². Zasilane są wodą poprzez system irygacyjny ze znajdujących się powyżej lasów deszczowych. W 1995 zostały wpisane na listę światowego dziedzictwa UNESCO. Tarasy są narażone na proces erozji, ponieważ duża część pól przestaje być uprawiana. Tarasy muszą znajdować się pod stałą opieką i ciągle są odbudowywane. W latach 2001–2012 uznawane były przez UNESCO za dziedzictwo zagrożone, jednak działania filipińskich władz doprowadziły do poprawy stanu tarasów.

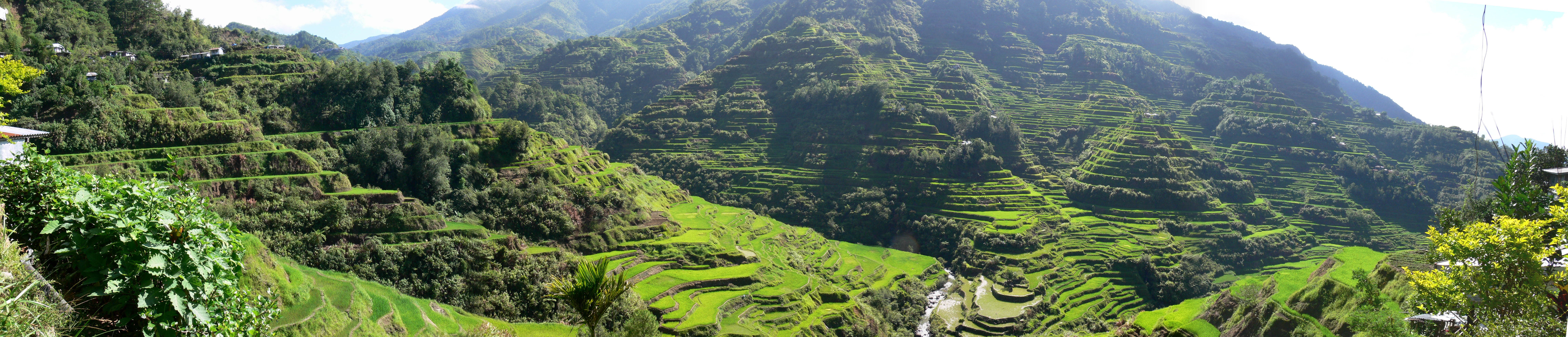
Panoramiczny widok na tarasy w Banaue